# Lorenzo Antonio González de la Sancha
Lorenzo Antonio González de la Sancha (ca.1670 - Ciudad de México, 7 de febrero de 1716) fue un presbítero secular de la Nueva España. Fungió como cronista, resolutor de casos morales y rector del Colegio de San Pedro. Fue el penúltimo hijo entre los cuatro hermanos de la familia González de la Sancha. Además de su formación eclesiástica, fue bachiller de artes por la Real y Pontificia Universidad de México y licenciado por la misma. Desde sus primeros años como presbítero se integró a la élite intelectual novohispana, junto a personajes como Sor Juana Inés de la Cruz, Carlos de Sigüenza y Góngora y Alonso Ramírez de Vargas. Desde su primera publicación a finales del siglo XIII, ganó fama y prestigio internacionales por sus poemas. Alrededor de 1701 optó por dedicarse al trabajo eclesiástico, desde donde publicó sermones y paratextos de otros libros. Sin embargo, su nombre aparece pocas veces en los estudios y antologías de autores novohispanos, y solo se han publicado ediciones modernas de tres poemas suyos. 

## Biografía

### La familia González de la Sancha
El capitán Alonso González de la Sancha y su esposa, María Pedrique, vivieron en la Ciudad de México desde mediados del siglo XVII. Él fue mercader, y miembro de menor grado de la Inquisición. Además fue tesorero de la avería en el Consulado de Comerciantes de México, y llevaba negocios de la Iglesia con Luis Sáenz de Tagle. Además, poseía propiedades inmuebles en la capital novohispana y en la ciudad de Puebla. 
El matrimonio tuvo 4 hijos varones, de los que se sabe poco o nada. Lucas, Juan, Lorenzo Antonio y Francisco, a quien Beristáin describió como "mexicano, capitán y aficionado a las musas".

### Juventud
Aunque se desconoce su fecha exacta de nacimiento, se calcula que Lorenzo Antonio nació durante la década de 1670. Las primeras noticias que hay de él son de 1692, fecha en la que era un bachiller y clérigo de órdenes menores viviendo en el Arzobispado de México. Hizo estudios de Teología y alcanzó el grado de Licenciado por la Real Universidad de México antes de dedicarse por completo a la vida eclesiástica.

### Guerra de Sucesión
Con la llegada de Felipe V y la casa Borbón a la corona española en 1700 se desató la Guerra de Sucesión, que duraría más de diez años. La Iglesia Católica comenzó entonces a promover la paz entre las sociedades hispánicas y legitimar la autoridad del nuevo rey. Este conflicto tuvo efecto en la producción literaria de la época, incluyendo la de González de la Sancha, quien comenzó a escribir elogios a la nueva dinastía en el poder y poesía fúnebre por el fin de la anterior. 

### Rectorado y muerte
González de la Sancha pasó la mayor parte de su carrera en la Congregación de San Pedro, de la que llegó a ganar los títulos de "Rector perpetuo, mayordomo, administrador, cronista y resolutor de casos morales". En 1715 comenzó a acudir al hospital por dolencias menores, que poco a poco fueron empeorando hasta que el 7 de febrero de 1716 falleció tras pasar tres días sin comer. 

## Obra

### Poesía
- Dedicatoria a María Santísima de Guadalupe (s/f)[2]
- Elogio funeral en la muerte de la madre Juana Inés de la Cruz (1700)[3]
- Elegía fúnebre que cuanta, discurre y llora la muerte de la poetisa en varios metros (1700)[4]
- Elogio poético del Colegio Mayor de Santa María de Todos Santos (1701)
- Elogios Afectuosos por la proclamación de Felipe V (1701)[5]
- Canción Heroica de San Juan de Dios (1702)[6]
- Villancicos de Natividad (s/f)
- Villancicos de Natividad (1698)
- Villancicos de San Pedro (1715)
- Soneto de El sol eclipsado antes de llegar al cenit (1701)
- Soneto del Culto Festivo (1702)
- Soneto del Genetlíaco Elogio (1707)

### Sermones
- Resurrección Panegírica (1709)
- Víctima Católica (1711)[7]